# Капустяни (Кам'янець-Подільський район)
Капустяни́ — село в Україні, у Новоушицькій селищній територіальній громаді Кам'янець-Подільського району Хмельницької області.

## Загальні відомості
Селом протікає річка Глибочиця, ліва притока Ушиці. На північ йдуть села Глібів та Слобода, на схід розташований Новий Глібів, на південь Глибочок.На південний захід знаходиться село Миньківці.
В околицях села були знайдені поселення трипільської культури та срібні сережки XVI—XVII століть. Також був знайдений срібний свисток Катерини II та різні царські монети. [джерело?]

## Символіка

### Герб
Золотий щит розділений на дві частини. У верхньому лазурному полі летить лелека з червоним дзьобом та лапами й чорним оперенням — знак рідного дому. На зеленій нижній частині щита розміщено сніп пшеничного колосся обв'язаний золотою мотузкою, що символізує достаток та напрям діяльності мешканців села.

### Прапор
Прямокутне полотнище складається з двох частин. Верхня половина прапора блакитного кольору, нижня — зеленого кольору. У правому верхньому куті зображено жовтий сніп пшеничного колосся обв'язаний золотою мотузкою, що символізує достаток та напрям діяльності жителів села.

## Історія
Колись у давнину село Капустяни складалось із двох частин: Капустян і Лопатівки. В XV—XVI століттях на сучасній території села Капустяни з'явились переселенці з сіл Капустяни Брацлавського і Лопатинці Ярмолинецького повітів (тепер Вінницької області). Жителі цих сіл, переселившись, зберегли найменування своїх сіл.
Капустяни позначені на «Генеральній карті України», або ж «Загальному плані Диких Полів, простіше кажучи Україна, з незалежними провінціями» («Generalis Camporum Desertorum vulgo Ukraina. Cum adjacentibus Provinciis») французького інженера Гійома Боплана (був на службі у польського короля, будував фортифікаційні споруди), виданій у 1648 році у Данцигу.
Наприкінці XIX століття село Капустяни було численним. За переписом населення 1897 року в Капустянах проживало 1707 українців. В XIX столітті За тих часів в селі знаходився гмінний уряд, якому підпорядковувались усі навколишні села. Капустяни належали поміщикам-землевласникам Язловецьким, Домбровським, Любомирським, Мнішхам, Яблуновським, Стадницьким та Бурдикам. Село Капустяни знаходилось поміж лісами. Це давало можливість виробляти смолу, дьоготь, попіл, вапно, лісоматеріали, від чого мешканці одержували великі прибутки.
Жителі зазнали сталінських репресій, потерпали від голодомору 1932–33 років.
З 1991 року в складі незалежної України.
20 серпня 2015 року шляхом об'єднання сільських рад, село увійшло до складу Новоушицької селищної громади., до цього органом місцевого самоврядування була Капустянська сільська рада.
До адміністративної реформи 19 липня 2020 року село належало до Новоушицького району, після увійшло до складу Кам'янець-Подільського району.

### Пам'ятки культурної спадщини
- Панський будинок (мур.), нині школа, кін. XIX ст. — поч. ХХ ст.

## Населення
Населення становить 869 осіб (424 дворів).

### Мова
Розподіл населення за рідною мовою за даними перепису 2001 року:
| Мова       | Кількість | Відсоток |
| ---------- | --------- | -------- |
| українська | 938       | 99.36%   |
| російська  | 6         | 0.64%    |
| Усього     | 944       | 100%     |

## Галерея

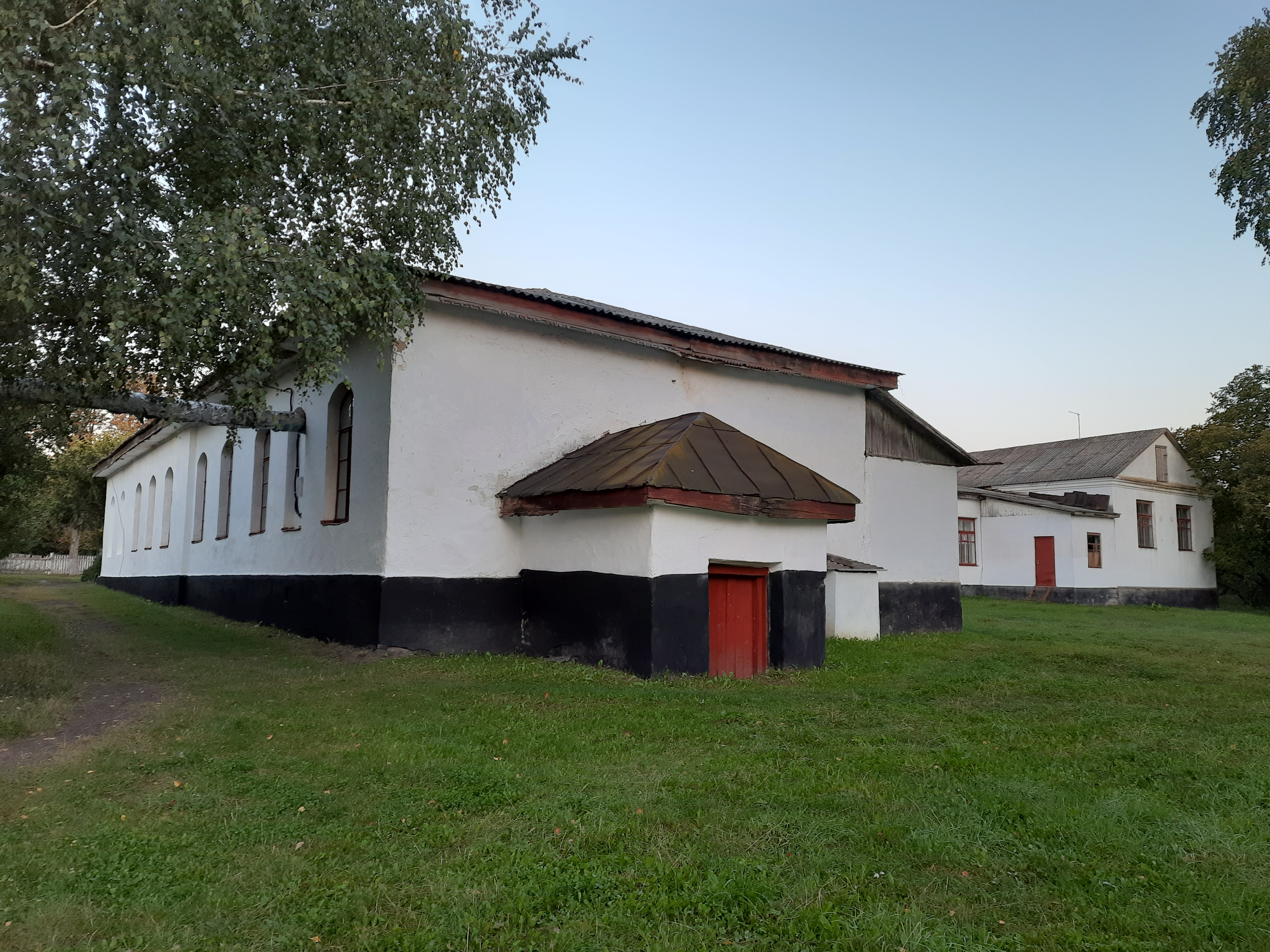
Садибний будинок
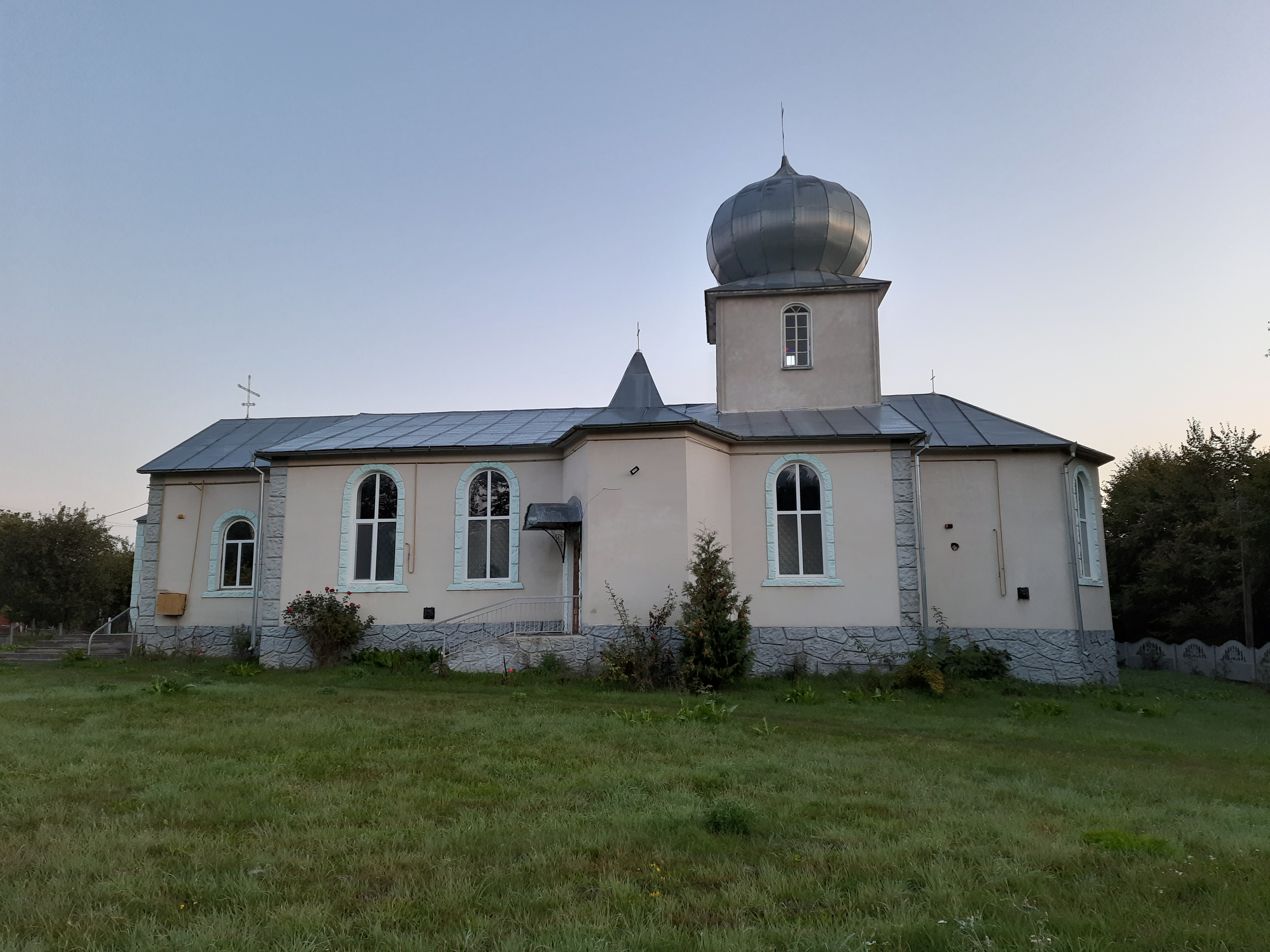
Свято - Успенська церква
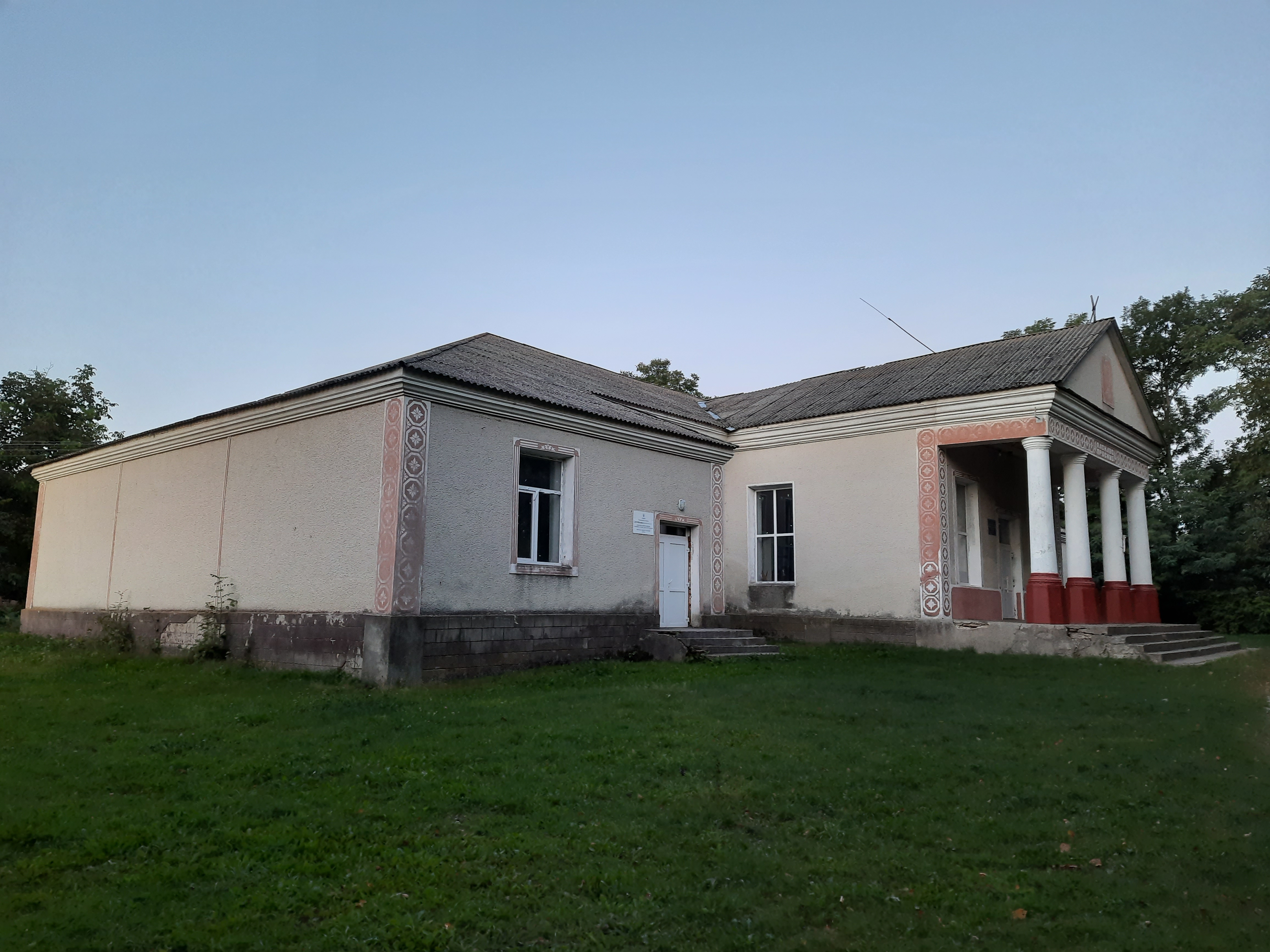
Будинок культури
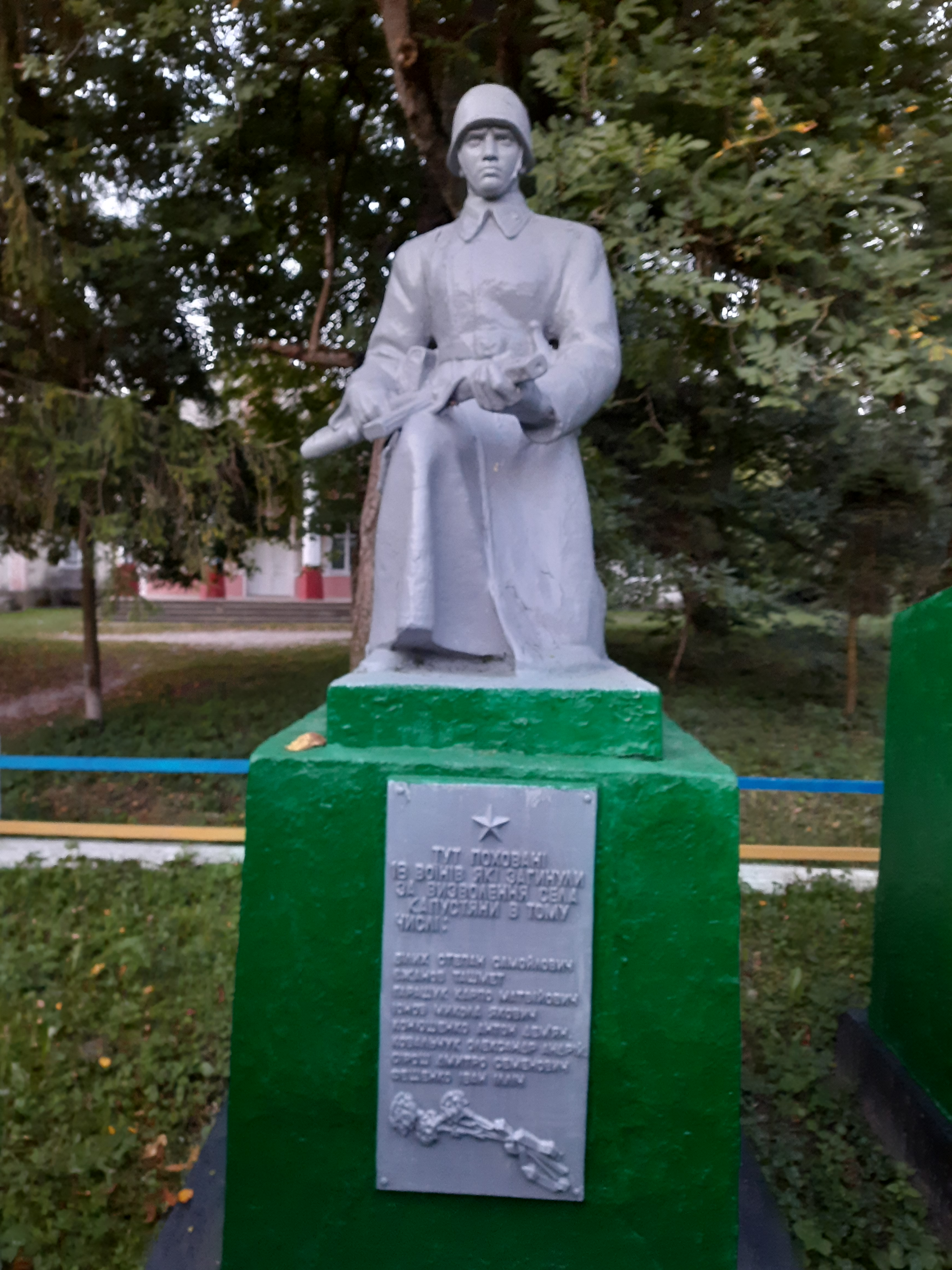
Братська могила радянських воїнів